# Let’s Go to Bed
Let’s Go to Bed (englisch für „Lass uns ins Bett gehen“) ist ein Popsong der deutschen Girlgroup No Angels. Das Lied wurde von Mousse T. und Errol Rennalls geschrieben und im November 2002 als dritte Singleauskopplung ihres zweiten Studioalbums, Now … Us! (2002), veröffentlicht. Let’s Go to Bed erreichte Platz zwölf der deutschen Singlecharts.

## Hintergrund
Let’s Go to Bed wurde von Mousse T. und Errol Rennalls geschrieben und auf Anfrage des Managements speziell für Now … Us!, das zweite Studioalbum der No Angels, produziert. Die Grundidee zum Lied entstand während eines von Mousse T. als „Songwriting-Camp“ bezeichneten Wochenendes in seinem Tonstudio, dem Peppermint Pavillon in Hannover. Hierzu hatte der Musiker verschiedene Komponisten versammelt, die abwechselnd mit den Bandmitgliedern an Ideen feilten. Die Album Version von Let’s Go to Bed realisierte das Team mit der Intention, eine „hippie-esquere“ Facette der Band zu zeigen; die Fassung fußt daher in weiten Teilen in Variationen des Psychedelic-Rock-Genres. Der ebenfalls von Mousse T. produzierte „toughere“ Single-Remix bedient sich hingegen elektronischeren Einflüssen. Die Aufnahmen der Vocals bezeichnete Sandy Mölling als „super entspannt“. Lucy Diakovska und Vanessa Petruo, die die Leadstimme auf Let’s Go to Bed aufteilen, sangen Teile ihres Gesangs so bis spät in die Nacht bei ausgelassener Stimmung und Champagner ein.

## Musikvideo

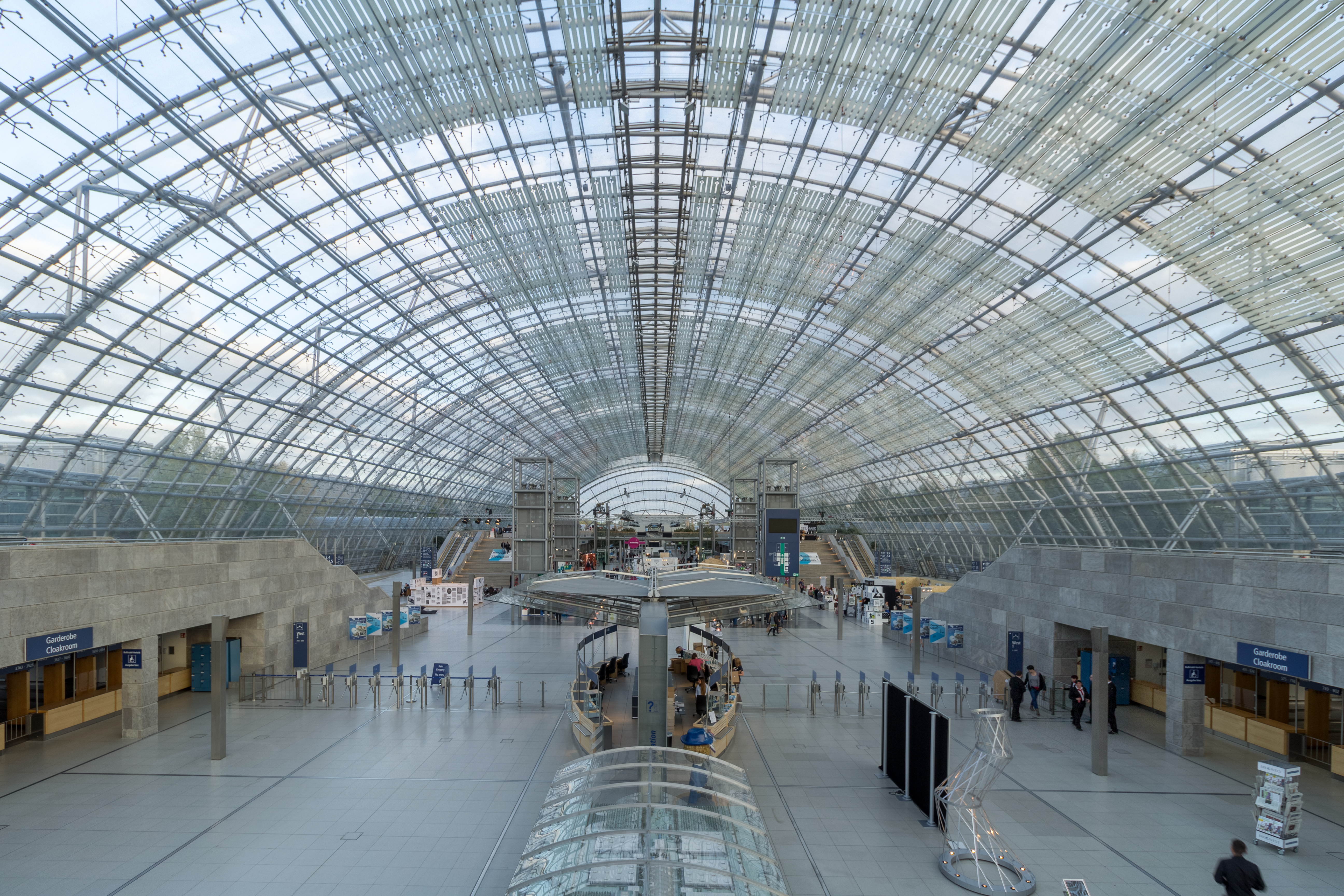
Das Video zu Let’s Go to Bed entstand im Messe- und Kongresszentrum in Leipzig.

Das Musikvideo zu Let’s Go to Bed wurde Anfang Oktober 2002 in Leipzig gedreht. Musikvideoregisseur Marcus Sternberg trat nach den Clips zu den beiden vorherigen Singles Something About Us (2002) und Still in Love with You (2002) ein drittes Mal hinter die Kamera. Seine Produktionsfirma, die Filmproduktion Markus Sternberg, zeigte sich zugleich als Hersteller verantwortlich. Als Kulisse dienten der Neubau der Leipziger Messe im Norden der Stadt. Der kanadische Tänzer Sean Cheesman, der zuvor bereits an Something About Us mitgewirkt hatte, konnte erneut als Choreograf verpflichtet werden. Die Postproduktion oblag der Capture Berlin, die in über 50 Einstellungen Hintergründe durch einen „dunkleren bedrohlicheren Himmel“ ersetzte und die Gebäudestruktur mit „flashenden Lichtern“ bestückte. Inspiriert wurde der Look durch den Science-Fiction-Film Unheimliche Begegnung der dritten Art (1977).
Das Video zeigt die No Angels an verschiedenen Motiven im menschenleeren Messe- und Kongresszentrum. Im kühl und futuristisch in Szene gesetzten Tagungsgebäude sowie der angrenzenden Glashalle wurde unter anderem in Nähe der Rolltreppen, Glaswände, formatfüllende Wendeltreppen, einem überdimensionalen Scherenschnitt sowie einer Glasröhre gefilmt. In Gruppenszenen ist die in dunkle Westen gekleidete Band mit offenem Haar tanzend zu sehen – zum Teil mit, zum Teil ohne männliche Tänzer. Die Solosequenzen zeigen Petruo auf einem hölzernen Stuhl sitzend, Nadja Benaissa die Glashalle hinablaufend, Sandy Mölling vor Jalousien tanzend, Jessica Wahls auf einem goldenen Metallbett räkelnd und Diakovska inmitten zweier Tänzer. Der Produzent Mousse T. hat einen kurzen Cameo-Auftritt im Video, das mit dem Motiv einer Kissenschlacht endet.

## Single
Maxi-Single
| Nr. | Titel                               | Autor(en)                 | Produzent(en)           | Länge |
| --- | ----------------------------------- | ------------------------- | ----------------------- | ----- |
| 1.  | Let’s Go to Bed (Single Mix)        | Mousse T., Errol Rennalls | Mousse T.               | 3:15  |
| 2.  | Let’s Go to Bed (Extended)          | Mousse T., Rennalls       | Mousse T.               | 5:10  |
| 3.  | Let’s Go to Bed (Antiloop Club Mix) | Mousse T., Rennalls       | Mousse T., Antiloop (a) | 7:41  |
| 4.  | Let’s Go to Bed (Antiloop Dub Mix)  | Mousse T., Rennalls       | Mousse T., Antiloop (a) | 8:14  |

## Mitwirkende
- Nadja Benaissa – Gesang
- Nik Hafemann – Arrangeur
- Lucy Diakovska – Gesang
- Sandy Mölling – Gesang
- Mousse T – Abmischer, Arrangeur, Komponist, Musikproduzent
- Vanessa Petruo – Gesang
- Errol Rennalls – Liedtexter
- Spok – Abmischer
- Fanfan la Tulipe – Gitarre
- Jessica Wahls – Gesang

## Charts und Chartplatzierungen
Der von Mousse T. produzierte Single Mix von Let’s Go to Bed wurde am 4. November 2002 als dritte Auskopplung aus dem Album Now … Us! (2002) veröffentlicht, konnte jedoch nicht an den kommerziellen Erfolg der beiden vorherigen Singles Something About Us und Still in Love with You anknüpfen. Mit rund 100.000 verkauften Kopien gilt das Lied als die am wenigsten verkaufte No-Angels-Single der Jahre 2001 bis 2003. In Deutschland verpasste das Lied als erste Single der Band den Einstieg in die Top Ten der Singlecharts. Nach seinem Einstieg auf Platz zwölf hielt sich der Song acht weitere Wochen in den Top 100. In Österreich stieg die Single zunächst auf Platz 59 der Ö3 Austria Top 40 ein, ehe sie in ihrer dritten Woche auf Platz 46 aufsteigen konnte. In der Schweiz verpasste Let’s Go to Bed als erste Single der No Angels den Einstieg in die Schweizer Hitparade.
| ChartsChartplatzierungen | Höchstplatzierung | Wochen |
| ------------------------ | ----------------- | ------ |
| Deutschland (GfK)        | 12 (9 Wo.)        | 9      |
| Österreich (Ö3)          | 46 (8 Wo.)        | 8      |